# Ходжизм

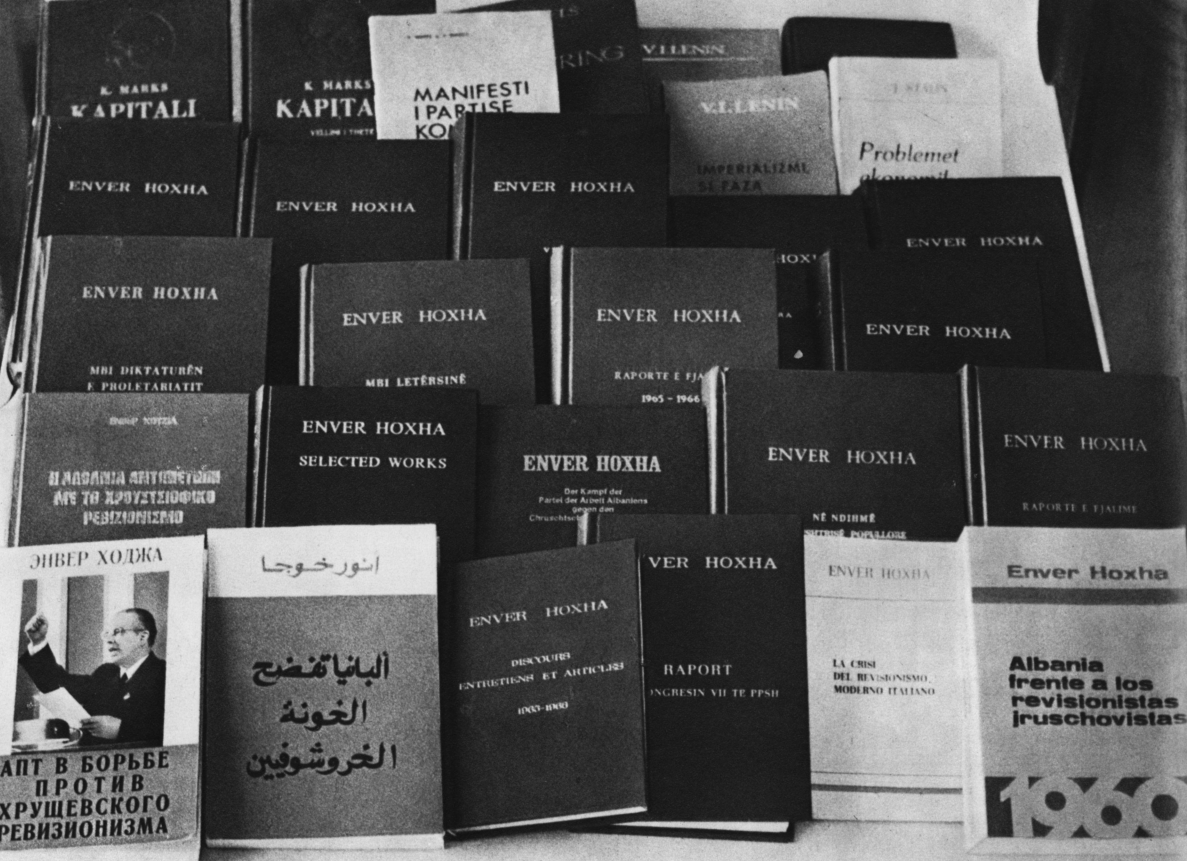
Праці Енвера, перекладені різними мовами

Ходжи́зм, або ходжаї́зм, (алб. Hoxhaizmi) — албанська націонал-комуністична ідеологія, що сформувалась в ході розриву відносин між Албанією і Китаєм в 1978 році. Однак формування ходжизму як ідеології почалося набагато раніше — під час конфлікту Ходжі і Хрущова.

## Основи
Ходжизм почав формуватися як догматичний варіант марксизму-ленінізму у відповідь на проведення десталінізації в СРСР. Захищаючи ідеологічну спадщину Сталіна, ходжизм різко критикує всі інші варіації комуністичних ідей, називаючи їх ревізіоністськими, особливо тітоїзм і так званий єврокомунізм. У той самий час, згідно з ходжизмом, кожна країна має право сама вирішувати, в якій формі прийняти соціалістичні ідеї. Ходжизм був критичним не тільки до США, а й до СРСР, Югославії та Китаю, називаючи їх соціал-імперіалістичними. Так, наприклад, Ходжа різко засудив введення радянських військ до Чехословаччини в 1968 році. Після цієї події Албанія припинила членство в Організації Варшавського Договору.

## Відмінності від сталінізму
Тоді як ходжизм часто розглядається як різновид сталінізму, в реальності ж ходжизм має ряд відмінностей від типового сталінізму:
- Вкрай агресивний атеїзм. У той час як сталінізм хоча б формально має на увазі певну свободу віросповідання, в ходжистській Албанії навіть за таємне проведення релігійних обрядів страчували.
- Неприязнь до науково-технічного прогресу. У той час як в СРСР активно і масово запроваджувалися у повсякденне життя багато технічних досягнень, Албанія до 1990 року буквально завмерла, в кращому випадку, десь на початку шістдесятих. Абсурдності додає і той факт, що в Албанії відеомагнітофони та особисті автомобілі вважалися «предметами буржуазної розкоші» і були під забороною, тоді як в інших соціалістичних країнах вони масово вироблялися і активно входили в повсякденне життя, незважаючи на те, що були малодоступні в силу дефіциту.
- Культурний націонал-консерватизм. Ходжизм відомий також своєю неприязню стосовно сучасної культури. Джаз, рок і навіть джинси в Албанії були заборонені, оскільки вважалися знаряддям зарубіжного впливу.
- Націоналізм. В Албанії тих років активно впроваджувалася «іллірійська» теорія про походження албанців і їхню етнічну винятковість.
- Аскетизм. В Албанії часів Енвера Ходжі населення змушували вести аскетичний спосіб життя — при цьому будь-які прагнення поліпшити повсякденний побут сприймалися як «буржуазні навіювання».

## Історія
Ходжизм як державна ідеологія Албанії почав формуватися через деякий час після «зрадницького» двадцятого з'їзду. По суті, ходжизм формувався одночасно з маоїзму, але остаточно оформився лише після розриву відносин між Китаєм і Албанією.
Декларуючи ідеологічну несумісність з маоїзмом, керівництво АПП, проте, взяло з маоїзму деякі ідеї, які пізніше спотворили до невпізнання — в тому числі і ідею культурної революції.
У шістдесятих-сімдесятих роках у політиці Албанії почали посилюватися націоналістичні тенденції. Підтримувалася теорія про походження албанців від іллірійців, албанська національна культура протиставлялася культурам інших народів.
Після того, як у сімдесятих ходжизм повністю оформився як державна ідеологія, по країні прокотилися хвилі репресій. Було репресовано Тоді Лубонья, Мехмета Шеху і Фаділь Пачрамі, що не були за фактом антикомуністами або навіть просто ворогами держави.
Ходжизм як державна ідеологія Албанії почав видихатися в кінці вісімдесятих. У 1990 році ідеологією Албанської партії праці вже був просто марксизм-ленінізм без зазначення конкретної форми, а в 1991 році Албанська партія праці змінила назву і переорієнтувалася спочатку на демократичний соціалізм, а пізніше — на соціал-демократію.
В Ефіопії після повалення комуністичного режиму «червоного негуса» Менгісту Хайле Маріама в 1991 році до влади прийшли ходжисти з Революційно-демократичного фронту ефіопських народів під керівництвом Мелес Зенауї, проте вже через кілька років вони відхрестилися від ходжизму.
Певну популярність ходжизм завоював у Латинській Америці. Цікаво також те, що деякі з маоїстських партій пізніше прийняли ходжизм як ідеологію, тобто Албанія змогла перетягти на свій бік деякі партії, що раніше перебували під ідеологічним впливом Китаю.
У 1994 році була утворена Міжнародна конференція марксистсько-леніністських партій і організацій (єдність і боротьба) — своєрідний ходжистський інтернаціонал.
Безпосередньо самі албанські ходжисти поступово втрачають свою колишню популярність через об'єктивні причини. Так, наприклад, деякі ходжисти (наприклад, Неджма Ходжа) підтримали бомбардування НАТО проти Югославії в 1999 році.

## Сучасність
У сучасній Албанії діють дві ходжистські партії — Комуністична партія Албанії і відроджена Албанська партія праці. Перша майже не має політичної ваги і налічує кілька тисяч членів. Друга сильно змінила свій політичний курс, фактично змінивши його в сторону єврокомунізму, проти якого виступав сам Енвер Ходжа особисто. У 2013 році ця партія прийняла курс на співпрацю з ЛГБТ-рухом і євроінтеграцію, відсторонивши від політичної діяльності в партії самого ж Мухо Аслані.